# Annales Cremonenses
De Annales Cremonenses ("Annalen van Cremona") zijn door verschillende contemporaine auteurs halverwege de 12e eeuw samengestelde annalen, die de periode van 1096 tot 1270 behandelen.
Het eerste deel, dat de periode van 1096 tot 1159 behandelt, is gebaseerd op oudere, nu verloren gegane, annalen van Cremona, die sinds het begin van de 12e eeuw waren gecompileerd. Het tweede deel is een verzetting van deze door auteurs, die over hun eigen tijd schrijven. In de tekst wordt vooral ingegaan op gebeurtenissen die betrekking hadden op de stad Cremona, zoals de dood en huwelijken van prominente burgers, natuurrampen en militaire conflicten in de regio.

## Editie
- O. Holder-Egger (ed.), Monumenta Germaniae Historica, Scriptores, XXXI, Hannover, 1903, pp. 1-21, 185–188.